# Blizanci (znak)
Blizanci (lat. Gemini) su jedan od 12 horoskopskih znakova. Osobe rođene od 22. svibnja do 21. lipnja rođene su u znaku blizanaca.